# Le Cœur qui tourne
Le Cœur qui tourne (The Spinning Heart), publié en 2012, est un roman de l'écrivain irlandais Donal Ryan.

## Résumé
Province de Munster (Irlande) (sud-ouest), Comté de Limerick, années 2010 : après le boom immobilier, divers patrons fuient l'Irlande, abandonnant ouvriers et employés, pour d'autres placements comme Dubaï. C'est le cas de Pokey Burke, qui laisse derrière lui, sans avoir rien cotisé en protections sociales, les indépendants, « des sous-traitants, des travailleurs immigrés qu'on embauche uniquement s'ils se déclarent comme auto-entrepreneurs » (p. 65).
Cette chronique de quelques mois montre des victimes de la Crise financière irlandaise (2008-2011), dans un petit coin d'Irlande : chaque chapitre présente le point de vue d'un de ces fracassés de la vie d'aujourd'hui, dans « le bled des tarés », « entre la messe et les sports gaéliques »...
Bobby réunit quelques autres chômeurs, et fait les petits travaux jamais achevés particulièrement dans ce lotissement de Pokey Burke de 44 maisons, dont deux seules sont occupées, l'une par la vieille Dorothy, l'autre par Realtin, dont Hillary pense et dit « Tu es une mère célibataire totalement déjantée qui vit dans n,un lotissement hyper-glauque, et tu démolis tout dans ta maison pour qu'il puisse venir faire des travaux » (p. 115).
L'amour, la haine, les difficultés à communiquer, la mort...

## Personnages
- Bobby Mahon, bon ouvrier, contremaître, sympathique, compétent, performant
  - sa mère, morte, victime
  - son père, Frank, en train de mourir
  - son épouse, Triona (née Cahill), et leur fils Robert 'Bobby
- Pokey Burke (Sean Pole), son employeur arnaqueur, fou de Triona
  - Joseph Josie Burke, son père, cadet
  - Eileen, l'épouse du père
  - Eamonn Burke, frère de Pokey, fils préféré de Josie
  - Joseph Burke, son grand-père
- Lily, « vieille harpie » après avoir été fille lascive
  - ses cinq enfants : John-John, Hughie, dont un est notaire en ville
- Bernie McDermott, « gros lourdaud mal fichu », grand propriétaire
- employés bernés, plumés, de Pokey Burke
  - Rory Slattery, le gros
  - Sean Shanahan, Seanie la Frime, grand sexué
  - Mickey Briars
  - Timmy Hanrahan, « l'arrièré », et sa famille (Peadar, Noreen, Mamie, Tonton Noely...)
  - Vasya (Afanassiev), d'une famille d'éleveurs de rennes, de Khakassie (Sibérie, Russie), émigré à la mort de son frère Viktor
- Realtin, jeune femme dans sa maison du lotissement-fantôme, licenciée de chez George
  - son père, Tom, gaga de son petit-fils, et Bridget, sa nouvelle amie
  - son fils, Dylan, fils de son ex, Seanie
- le père Cotten, le sacristain Padjoe Ryan
- Ciss Brien, la tenancière du pub
- Paddy Brian, en partance pour l'Australie, avec Kenny, et après tant d'autres
- Hillary, encore au travail chez le juriste George
- Kate, qui tient la crèche, avec Trevor l'enseignant Montessori, son mari Denis, son emplyée Nuala
- Trevor, problèmes cardiaques et psychologiques, schizophrène comme son père, soigné par le Dr Lonergan, amoureux distant de Realtin
- Bridie, marié à Michael, mère de divers enfants, et surtout de Peter tombé d'une falaise il y a plus de 20 ans
- Jim Gildea, policier, frère de Bridie, un peu responsable de la mort de Peter, son épouse, leur fille Mary
- Jason, handicapé après traumatisme, inemployable, visage tatoué, adulte dépendant
- Lloyd, chargé par Trevor d'enlever Dylan
- Denis, sous-traitant (lèsé) de Pokey Burne

## Récompenses et distinctions
- 2012 : Irish Book Award, lauréat du prix Nouveau venu de l'année (Le Cœur qui tourne) [1]
- 2012 : Irish Book Award, lauréat, Livre de l'année (Le Cœur qui tourne)
- 2013 : Prix Booker, longue liste (Le Cœur qui tourne)
- 2013 : Guardian First Book Award, vainqueur (Le Cœur qui tourne)
- 2014 : Prix littéraire international de Dublin, shortlist (Le Cœur qui tourne)
- 2015 : Prix de littérature de l'Union européenne (Irlande), lauréat (Le Cœur qui tourne) [2]
- 2016 : Dublin Book Festival, lauréat du livre irlandais de la décennie (Le Cœur qui tourne)